# تاكايا كوروكاوا
تاكايا كوروكاوا (黒河貴矢) (ولد 8 أبريل 1981) هو لاعب كرة قدم ياباني، شارك في دورة الألعاب الاولمبية الصيفية عام 2004 في اليونان.

## روابط خارجية
- تاكايا كوروكاوا على موقع الاتحاد الدولي (مؤرشف)  (الإنجليزية)
- تاكايا كوروكاوا على موقع رابطة كرة القدم اليابانية للمحترفين (اليابانية)
- تاكايا كوروكاوا على موقع قاعدة بيانات كرة القدم.إي يو (الإنجليزية)
- تاكايا كوروكاوا على موقع Soccerway.com (الإنجليزية)
- تاكايا كوروكاوا على موقع عالم كرة القدم.نت (الإنجليزية)
- تاكايا كوروكاوا على موقع أوليمبيديا (الإنجليزية)

1. ↑  "معلومات عن تاكايا كوروكاوا على موقع footballdatabase.eu". footballdatabase.eu. مؤرشف من الأصل في 2019-12-14.
2. ↑  "معلومات عن تاكايا كوروكاوا على موقع transfermarkt.com". transfermarkt.com. مؤرشف من الأصل في 2020-03-28.
3. ↑  "معلومات عن تاكايا كوروكاوا على موقع data.j-league.or.jp". data.j-league.or.jp. مؤرشف من الأصل في 2019-09-01.

- FIFA Statistics